# Edwin Morgan
Edwin George Morgan (né le 27 avril 1920 et mort le 19 août 2010) est un poète et traducteur écossais appartenant au mouvement de la Renaissance écossaise. En 1999, Edwin Morgan devint poète lauréat de la ville de Glasgow et, en 2004, fut nommé officiellement Makar de l'Écosse (poète national).

## Biographie
Edwin Morgan est né à Glasgow et a grandi à Rutherglen. Il a rejoint l'université de Glasgow en 1937 ; après avoir interrompu ses études lors de la Seconde Guerre mondiale afin de servir, en tant qu'objecteur de conscience, dans le Royal Army Medical Corps, il a achevé son cursus en 1947. Il devint alors maître de conférence à l'université de Glasgow, où il travaillera jusqu'à sa retraite en 1980, vivant dans la ville de banlieue Bearsden.
Edwin Morgan était le dernier survivant des Big Seven (litt. « les Sept Grands »), les sept poètes écossais les plus prééminents du XXe siècle et de la Renaissance écossaise. Les six autres sont Hugh MacDiarmid, Robert Garioch, Norman MacCaig, Iain Crichton Smith, George Mackay Brown et Sorley MacLean.
Il meurt le 19 août 2010 à l'âge de 90 ans, d'une pneumonie.